# Bezirk Groß-Enzersdorf
Der Bezirk Groß-Enzersdorf, der ab 1897 bis 1906 Bezirk Floridsdorf hieß, war ein politischer Bezirk in Österreich.

## Bezirk Groß-Enzersdorf
1850–1854, in der ersten Ära der Bezirkshauptmannschaften, war Groß-Enzersdorf Hauptort des Bezirkes Enzersdorf mit den Gerichtsbezirken Groß-Enzersdorf, Marchegg und Matzen.
1868 wurde wieder eine Bezirkshauptmannschaft Groß-Enzersdorf mit denselben Gerichtsbezirken errichtet.
Mit Errichtung eines Bezirksgerichts in Floridsdorf 1896 kamen die Gemeinden Aderklaa, Deutsch-Wagram, Floridsdorf, Gerasdorf, Groß-Jedlersdorf, Jedlesee, Stammersdorf, Strebersdorf und Süßenbrunn vom Bezirk Korneuburg zum Sprengel dieses Gerichtes und damit zur Bezirkshauptmannschaft Groß-Enzersdorf.

## Bezirk Floridsdorf
1897 wurde der Amtssitz der Bezirkshauptmannschaft nach Floridsdorf übertragen und diese entsprechend umbenannt.
1901 wurden die Gerichtsbezirke Matzen und Marchegg an die neue errichtete Bezirkshauptmannschaft Unter-Gänserndorf abgegeben.
1906 wurde die Bezirkshauptmannschaft aufgrund der Eingemeindung des Bezirkshauptortes nach Wien aufgelassen.
Die Gemeinden Aspern, Floridsdorf, Leopoldau, Kagran, Hirschstetten, Stadlau, der Großteil von Groß-Jedlersdorf, Teile von Groß-Enzersdorf und der damals noch selbständig bleibenden Gemeinde Breitenlee gehören seitdem zu Wien, die damals ebenfalls noch selbständigen Gemeinden Strebersdorf und Stammersdorf mit dem Rest von Groß-Jedlersdorf gelangten an den Bezirk Korneuburg, der übrige Teil des Bezirkes gelangte an den Bezirk Floridsdorf-Umgebung.

## Der Bezirk heute
Vom Gebiet des ehemaligen Bezirkes gehören heute
Zur Stadt Wien: der Großteil des 21. und 22. Bezirkes (Floridsdorf und Donaustadt)
Zum Bezirk Korneuburg: die Gemeinde Gerasdorf (ohne die ehemalige Gemeinde Seyring)
Zum Bezirk Gänserndorf: die Gemeinden (Bezeichnungen nach heutigem Stand)
für die gesamte Dauer des Bestandes der Bezirkshauptmannschaft: Aderklaa, Andlersdorf, Deutsch-Wagram, Eckartsau (ehemalige Gemeinde Witzeisdorf nur bis Gründung des Bezirkes Gänserndorf), Glinzendorf, Groß-Enzersdorf, Großhofen, Haringsee, Leopoldsdorf im Marchfelde, Mannsdorf an der Donau, Markgrafneusiedl, Obersiebenbrunn, Orth/Donau, Parbasdorf und Raasdorf
bis zur Gründung des Bezirkes Gänserndorf: Angern/March, Auersthal, Bad Pirawarth, Ebenthal, Engelhartstetten, Gänserndorf, Groß-Schweinbarth, Hohenruppersdorf, Lassee, Marchegg, Matzen-Raggendorf, Prottes, Schönkirchen-Reyersdorf, Spannberg, Strasshof an der Nordbahn, Untersiebenbrunn, Velm-Götzendorf, Weiden an der March und Weikendorf sowie die ehemalige Gemeinde Waidendorf aus der Gemeinde Dürnkrut
Zum Bezirk Mistelbach bis zur Gründung des Bezirkes Gänserndorf: die ehemalige Gemeinde Martinsdorf aus der Gemeinde Gaweinstal